# Antechinus stuartii
Антехінус коричневий (Antechinus stuartii) — вид сумчастих, родини кволових. 

## Поширення
Ендемік східної Австралії, де зустрічається від південного Квінсленду до півдня Нового Південного Уельсу. Зустрічається в найрізноманітніших типах лісу, рідко зустрічається в порушених людиною місцях проживання. Діапазон проживання за висотою: від рівнем моря до 1500 м. 

## Морфологія
Вага 17–71 грам.

## Етимологія
Вид названо на честь Джона МакДуала Стюарта (англ. John McDouall Stuart, 1815–1866), австралійського дослідника і топографа.

## Загрози та охорона
Здається, немає серйозних загроз для цього виду, за винятком деяких локалізованих втрат місць проживання. Присутній в охоронних районах.